# Barros Luco

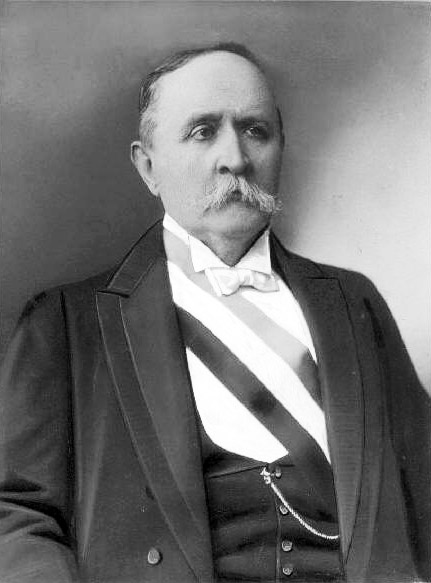
Ramón Barros Luco, d'après qui le sandwich porte le nom.

Le Barros Luco est un sandwich chaud du Chili à base de bœuf et de fromage dans diverses sortes de tranches de pain. Il doit son nom au président chilien Ramón Barros Luco qui avait l’habitude de le commander au restaurant du Congrès national du Chili. Certaines sources donnent comme lieu de création du sandwich la Confitería Torres.

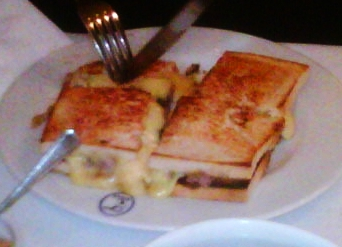
Un Barros Luco.

Les façons de couper la viande sont les mêmes que celles utilisées pour un autre sandwich chilien, le churrasco[réf. nécessaire]. 
Les pains utilisés pour préparer ce sandwich peuvent être : le pan de frica, le pan amasado, le marraqueta et le pain blanc tranché[réf. nécessaire].
Le cousin du président, le sénateur Barros Jarpa, a remplacé la viande par du jambon et le sandwich a pris le nom de Barros Jarpa. 